# كريثيديا دو دوفين 2012
كريثيديا دو دوفين 2012 هو سباق دراجات هوائية أقيم بتاريخ 3–10 يونيو 2012، تكون السباق من 7 مراحل وامتدّ لمسافة 1,051.7 كم بسرعة 39.4 كم/س، استغرق السباق 26 ساعة 40 دقيقة 46 ثانية. فاز به برادلي ويغينز وحلّ ثانيا مايكل روجرز بينما حصل على المركز الثالث كاديل إفانز.

## الترتيب
| م                     | الدرّاج        | البلد           | الزمن                     |
| --------------------- | ------------- | --------------- | ------------------------- |
| الفائز بالترتيب العام | برادلي ويغينز | بريطانيا العظمى | 26 ساعة 40 دقيقة 46 ثانية |
| الثاني                | مايكل روجرز   | أستراليا        |                           |
| الثالث                | كاديل إفانز   | أستراليا        |                           |
| حسب النقاط            | كاديل إفانز   | أستراليا        | -                         |